# كريم بامبو

## مسيرته الكروية

### بدايته مع الكرة
بدأ مشواره الكروي مع ناشئي نادي الجونة وظل معاهم حتى عام 2012 وقبل ان يتم عامه العشرين وقع إلي النادي الأهلي المصري وقتها كان علي ماهر يعمل في قطاع الناشئين لفريق مواليد 1993 ويحكي ما حدث بينه وكريم بامبو انه عندما كان مدربا لفريق مواليد 93، دخل عليه فتي صغير أسمر اللون وقال له "إزيك يا كابتن أنا إسمي كريم. بلعب في الجونة وأمنية حياتي أن حضرتك توافق علي انك تختبرني"
لم يعترض علي ماهر وتركه يختبر وشاهده بتركيز ربما يكون هو اللاعب الذي يبحث الأهلي عنه، وبالفعل انطلق الفتي الاسمر الصغير يصول ويجول وظهرت لهذا الفتى مهارات غير عادية جعلت علي ماهر يحسم أمره بأن الناشئ يليق بالأهلي ولا يمكن إبداً إضاعته وعقب انتهاء المران قال لبامبو "ان لم تكن ملتزم امام نادي الجونة بعقد فستكون لدي رقم 1 في الأهلي"
كان علي ماهر مستعداً لشراء كريم حتى لو على نفقته الخاصة
طلب علي ماهر أن تقام التدريبات في ملعب مختار التتش، وقبل مران الفريق الأول مباشرة. هذا جعل ظهور اللاعبين أوضح أمام الجميع.وقال أيضاً عن بامبو ان لديه موهبة فطرية عجيبة لا يمتلكها أي لاعب غيره، تجعله يسبق أقرانه بخطوتين على الأقل فهو لاعب سريع البديهة لا يمكنك أبداً توقع ماذا سيفعل داخل الملعب، ولا أبالغ حينما أؤكد أنني أراه ظاهرة.

### الاهلي
شارك بامبو في 11 لقاء مع الفريق الأول للنادي الأهلي بواقع 320 دقيقة والتي كانت أولها في مباراة ضد فريق مصر المقاصة يوم 16 يونيو 2014 وأحرز 5 أهداف منهم 4 في الدورة الرباعية الودية والذي كان منها هدفه الشهيرة في مرمى نادي الزمالك وهدف رسمي في بطولة الدوري العام المصري أمام نادي المقاولون العرب.
مثل ما كانت أول مشاركاته مع الأهلي أمام مصر المقاصة كانت أيضاً آخر مشاركاته مع الأهلي أمام مصر المقاصة بتاريخ 18 يونيو 2015 وهي المبارة التي أصيب فيها بقطع في الرباط الصليبي وهي الأصابة التي ابعدته عن الأهلي فترة طويلة وانتهت بنهاية تعاقده مع النادي الأهلي.

### البنك الاهلي
في 20 يناير 2021، أعلن نادي الزمالك إعارة كريم بامبو إلى نادي البنك الأهلي حتى نهاية الموسم الجاري بشكل رسمي.
كريم بامبو نجح في تقديم مستوى مميز بعد انضمامه لفريق البنك الأهلي، حيث نجح في إحراز 11 هدفًا في 20 مباراة لعبها مع الفريق.
في 2 سبتمبر 2021، أعلن مجلس إدارة نادي البنك الأهلي، التعاقد رسمياً مع كريم بامبو لاعب الزمالك لمدة ثلاثة مواسم بداية من الموسم المقبل.

## الإنجازات

### الأندية

#### الأهلي
- الدوري المصري الممتاز: 2013-2014
- كأس السوبر المصري: 2014
- كأس الاتحاد الكونفدرالي الأفريقي لكرة القدم: 2014